# Керстен Бакис
Кирстен Бакис (енгл. Kirsten Bakis, Швајцарска, 1968) је америчка списатељица. 

## Биографија
Бакис је одрастала у округу Вестчестер у Њујорку, а дипломирала је на Универзитету у Њујорку 1990. Добитница је стипендије за подучавање/писање на Радионици писаца Универзитета у Ајови, грант од Michener/Copernicus Society Америка.
Свој први роман Lives of the Monster Dogs (Животи паса чудовишта) објавила је 1997. 2017. године роман је поново издат.
Предавала је на Хемпшир колеџу и била је резиденцијални писац на Скидмор колеџу, Саратога Спрингс, Њујорк 2005. Она тренутно живи у доњој долини Хадсон у Њујорку са своје двоје деце и два пса. Њен други роман King Nyx (Краљ Никс) биће објављен у фебруару 2024.

## Критички пријем
Lives of the Monster Dogs (Животи паса чудовишта) добили су углавном позитивне критике. Критичари су га хвалили због његове оригиналности, а такође су приметили неке од његових недостатака као научну фантастику.  Након реиздања из 2017, Џеф Вандермер из The Atlantic пише: „20 година касније, пошто добија заслужено реиздање, Lives of the Monster Dogs (Животи паса чудовишта) неоспорно изгледају као класик.  Tobias Carroll са Tor.com пише 2017. године: „Роман почиње скоро савршеном првом линијом: „У годинама откако су пси чудовишта били овде са нама, у Њујорку, често су ме питали да нешто напишем о времену које сам провео са њима.“  Шарона Лин из Guernica пише 2020. „То је дивља и фантастична прича са свим обележјима готичког класика: ту је луди пруски научник, тајно село, егзистенцијална криза, размишљање о томе шта то заиста значи бити човек“.

## Награде
- 2004. Вајтингова награда за белетристику
- Запажена књига New York Times-а за годину, Lives of the Monster Dogs (Животи паса чудовишта).[2]
- Женска награда за белетристику, у ужем избору, Lives of the Monster Dogs (Животи паса чудовишта). [2]
- Награда Брама Стокера за најбољи први роман, Lives of the Monster Dogs (Животи паса чудовишта). [2]

### Новеле
- Lives of the Monster Dogs (Животи паса чудовишта), Farrar, Straus and Giroux, 1997.

### Кратка фикција
- The Thief. Tin House (65). Fall 2015.